# Processo a porte chiuse
Processo a porte chiuse, noto anche con i titoli alternativi Terzo sesso e La casa degli uomini soli (Anders als du und ich (§ 175), titolo originale: Das dritte Geschlecht), è un film drammatico del 1957, diretto da Veit Harlan. Il film fu soggetto a una forte censura in Germania Ovest e anche nel resto dei Paesi dove fu distribuito.
Il titolo tedesco tradotto significa Diversamente da te e me (paragrafo 175) e fa in riferimento al Paragrafo 175 del Codice penale tedesco che considerava un crimine i rapporti sessuali di tipo omosessuale tra uomini ed era stato da poco riconfermato mentre il titolo originale significa Il terzo sesso.

## Trama
Il film è incentrato sulla benestante famiglia Teichmann a Berlino. Klaus, il figlio di 17 anni di Werner e Christa Teichmann, ha iniziato a condurre una vita che preoccupa sempre più i suoi genitori. Sebbene sia uno studente eccezionale, Klaus trascorre la maggior parte del suo tempo libero con Manfred, uno studente cresciuto da una madre single relativamente povera. I due ragazzi condividono l'interesse per l'arte e Manfred ha appena pubblicato una poesia sul giornale locale. Klaus deve proteggere Manfred dai bulli in classe che lo attaccano per la sua affettività.
I Teichmann si preoccupano ancora di più quando apprendono che Manfred ha presentato Klaus al vecchio commerciante Boris Winkler, che ospita incontri tra maschi a casa sua, con musica elettronica d'avanguardia e lotta libera tra ragazzi poco vestiti. Quando Werner e Christa Teichmann se ne accorgono, visitano uno psicologo, che li avverte che il loro figlio è in pericolo di essere trasformato in un omosessuale e che i suoi genitori dovrebbero incoraggiarlo a socializzare con le ragazze della sua età.
Quando Werner Teichmann cerca di mettere a terra suo figlio, Klaus sgattaiola fuori dalla finestra della camera da letto. Suo padre lo cerca, prima nell'appartamento di Manfred, poi a casa di Winkler, e infine in un club di demimonde con un'esibizione. Werner Teichmann alla fine affronta Winkler in un incontro con lui a casa sua.
Per non essere da meno, Christa Teichmann prende in mano la situazione. Con l'aiuto della loro domestica Gerda, escogita un piano per sedurre Klaus e allontanarlo dai suoi modi omosessuali. Il piano viene messo in moto quando il signore e la signora Teichmann vanno via per un viaggio nel fine settimana, lasciando Gerda e Klaus a casa da soli. Gerda seduce con successo Klaus e in effetti lo porta sulla retta via.
Tuttavia, non tutto finisce bene: su iniziativa di Boris Winkler, Christa Teichmann viene portata in tribunale dove viene accusata e giudicata colpevole di aver procurato il rapporto tra Gerda e Klaus.

## Produzione
Le riprese si sono svolte nello studio cinematografico Arca di Berlino sono durate dall'8 maggio al 3 giugno 1957. Gli edifici di scena sono stati realizzati da Gabriel Pellon e Horst Griese. Michael Marszalek e Brigitte Dittner erano responsabili della fotografia. Secondo il regista del film, la consulenza scientifica è stata fornita dall'Institut für Sexualforschung di Francoforte sul Meno.

## Distribuzione
Veit Harlan, il regista del film di propaganda nazista antisemita Süss l'ebreo del 1940, ritorna al cinema dopo diversi processi che hanno portato ad un'assoluzione. Per porre fine alla sua cattiva reputazione, è interessato a un film sulla discriminazione dell'omosessualità.
Il film è basato su una sceneggiatura di Felix Lützkendorf. Il regista Veit Harlan prende il controllo dell'azienda di produzione Arca per portare il film su un lato drammatico.
Inizialmente, l'ente tedesco della censura Freiwillige Selbstkontrolle der Filmwirtschaft (FSK) rifiuta il visto censura al film, a causa delle polemiche che il film potrebbe suscitare nella popolazione. Dopo alcune modifiche, accetta che il film sia visibile solo per i maggiori di 18 anni con il nuovo titolo di Anders als du und ich (§ 175) invece di Das dritte Geschlecht e modificato dalla casa di produzione rendendolo un film omofobo mentre in Austria il film è distribuito nella versione integrale e con il titolo originale.
La première del film è stata a Stoccarda il 31 ottobre 1957.
L'uscita del film ha provocato critiche e dimostrazioni. Harlan è persino accusato di essere contro gli omosessuali e l'arte contemporanea.
Il 17 marzo 1959 il Consiglio municipale di Zurigo decise il sequestro del film dopo la manifestazione di alcuni studenti ebrei che non avevano dimenticato il passato nazista del regista davanti a una sala cinematografica che aveva proiettato il film.
L'unica versione disponibile in DVD è stata pubblicata nel 2006 da Filmmuseum 05 con il film censurato in Germania Ovest lungo 92 minuti e la parte censurata in Germania Ovest di 40 minuti, è disponibile solo in tedesco con i sottotitoli in inglese.
Il film in Italia non è mai uscito su nessun supporto home video. Al di fuori della sala cinematografica è stato possibile visionarlo in edizione italiana solo dal 1980 al 1984, quando venne più volte trasmesso da emittenti come Capodistria, Telesubalpina e Studio Nord. Da allora del doppiaggio storico italiano se n'è persa ogni traccia.

## La censura in Italia
Il film fu fortemente osteggiato da Annibale Scicluna Sorge, presidente della Prima commissione di revisione censura del Ministero del turismo e dello spettacolo fin dalla prima visione del distributore Atlantis Film di Carlo Scala del 14 dicembre 1959.
Scicluna Sorge motiva la sua scelta di censurare il film scrivendo anche una lettera al sottosegretario di Stato Domenico Magri:
In difesa del film Scala scrisse:
Il film venne approvato solo alla terza revisione il 30 ottobre 1962 dopo che la pellicola era stata tagliata di 400 metri per un totale di un taglio di più di 14 minuti e non era comunque visibile ai minori di 18 anni.